# Joseph Sullivan (ishockeyspelare)
Joseph Sullivan, född 8 januari 1901 i Scarborough i Ontario, död 30 september 1988 i Scarborough, var en kanadensisk ishockeyspelare. Sullivan blev olympisk guldmedaljör i ishockey vid vinterspelen 1928 i Sankt Moritz.